# Erik Bernárdez
Erik Adonay Bernárdez Güity (Santa Rosa de Aguán, Colón, Honduras, 22 de marzo de 1990) es un futbolista hondureño. Juega de delantero y su actual equipo es el Real Sociedad  de la Liga Nacional de Honduras.

## Trayectoria
Fue formado en el Club Deportivo Victoria de La Ceiba, donde solamente pudo jugar en el sistema de reservas. También jugó para el Club Las Mercedes (Tercera División), propiedad de los hermanos Milton, Wilson, Jerry y Johnny Palacios. A mediados de 2014 pasó al Juticalpa Fútbol Club de la Liga de Ascenso de Honduras, con el cual consiguió ascender a la primera división.

## Clubes
| Club              | País     | Año             |
| ----------------- | -------- | --------------- |
| Club Las Mercedes | Honduras | 2012 - 2014     |
| Juticalpa F. C.   | Honduras | 2014 - 2017     |
| Real Sociedad     | Honduras | 2018 - Presente |